# Вильнюсская картинная галерея
Ви́льнюсская карти́нная галере́я (лит. Vilniaus paveikslų galerija) — подразделение Литовского художественного музея, располагающееся в Вильнюсе, на улице Диджёйи 4 (Didžioji g. 4).
Галерея размещается в просторном дворце графов Ходкевичей. Заслуживает внимания интерьер позднего классицизма. Постоянная экспозиция знакомит с развитием изобразительного искусства Литвы с XVI века по начало XX века.
В галерее проводятся временные привозные и сменные выставки, музыкально-поэтические и другие вечера, концерты классической музыки.
Галерея открыта со вторника до субботы с 10:00 до 18:00. По воскресеньям с 11:00 до 17:00. Накануне государственных праздников время работы на час короче[прояснить]. Не работает по понедельникам и в дни государственных праздников. Цена билета 6 евро, для школьников и студентов — 3 евро (для детей до 7 лет, людей с ограниченными возможностями, членов ICOM бесплатно). Экскурсии на литовском языке 20 евро, на иностранном языке — 25 евро.

## История
Картинная галерея в Вильнюсе была учреждена в 1956 году. Её экспозиция до 1989 года располагалась в здании вильнюсского Кафедральном соборе. Экспозиция представляла литовское искусство XVI — начала XX веков и западноевропейское искусство XV—XIX веков.
В 1989 году Кафедральный собор был возвращён верующим. В 1989—1994 годах Картинная галерея располагалась во Дворце работников искусств (Menininkų rūmai), который после ремонтных и реставрационных работ в 1997 году стал официальной резиденцией президента Литвы.

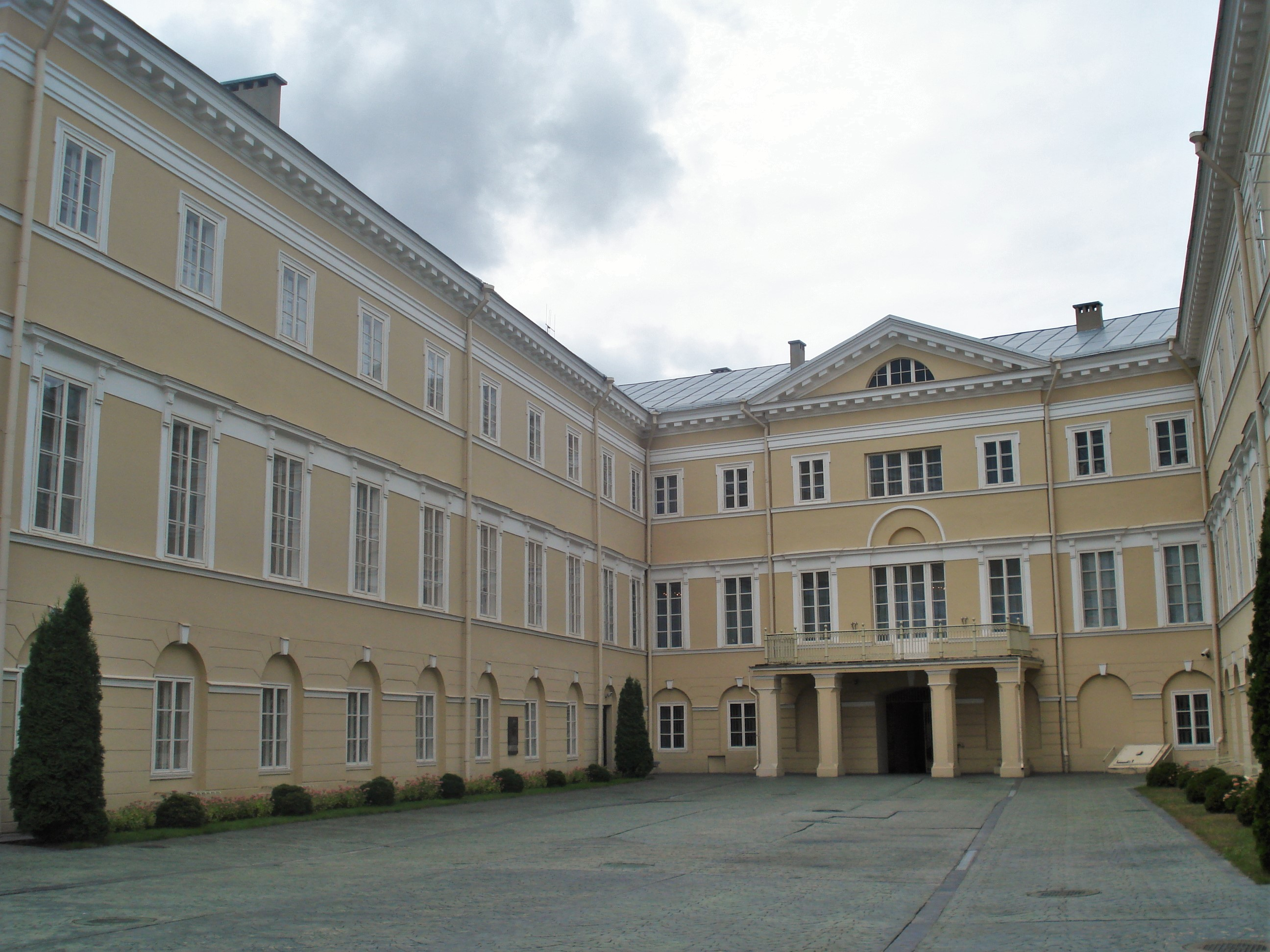
Внутренний двор дворца Ходкевичей

В 1994 году галерея разместилась в отреставрированном дворце литовских вельмож Ходкевичей.

### История здания

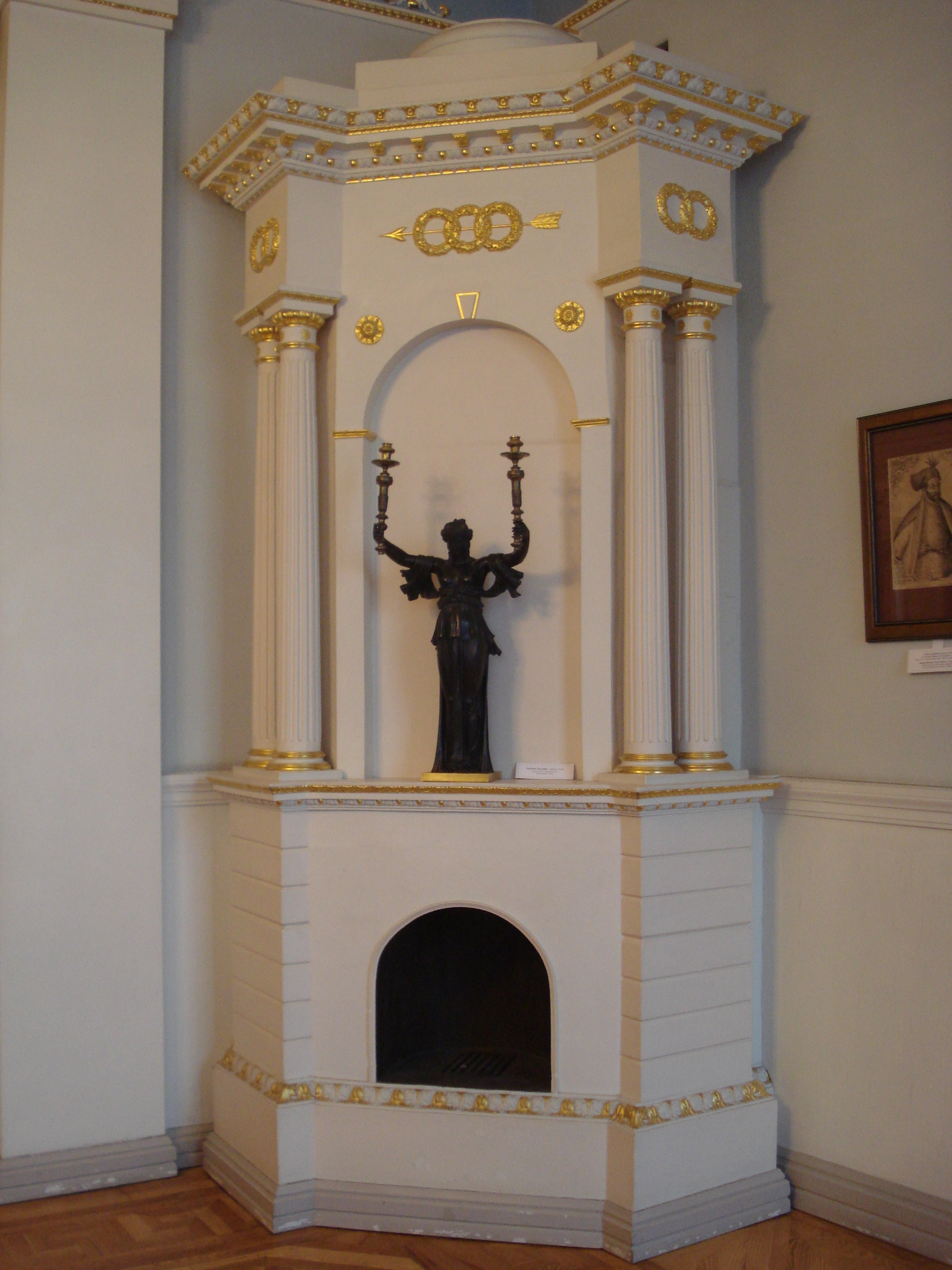
Печка во дворце Ходкевичей

Здание датируется первой половиной XVII века. Оно не раз перестраивалось и расширялось. В 1834 году дворец Ходкевичей реставрировался по проекту и под руководством архитектора Фомы Тышецкого (Томаша Тышецкого), приобретя черты позднего классицизма (ампира).
Здание представляет собой один из наиболее интересных архитектурных ансамблей в стиле классицизма в Вильнюсе. В залах второго этажа сохранились свойственные этому стилю элементы декора и интерьера (лепнина, печь), дополненные мебелью и произведениями прикладного искусства.

## Экспозиция

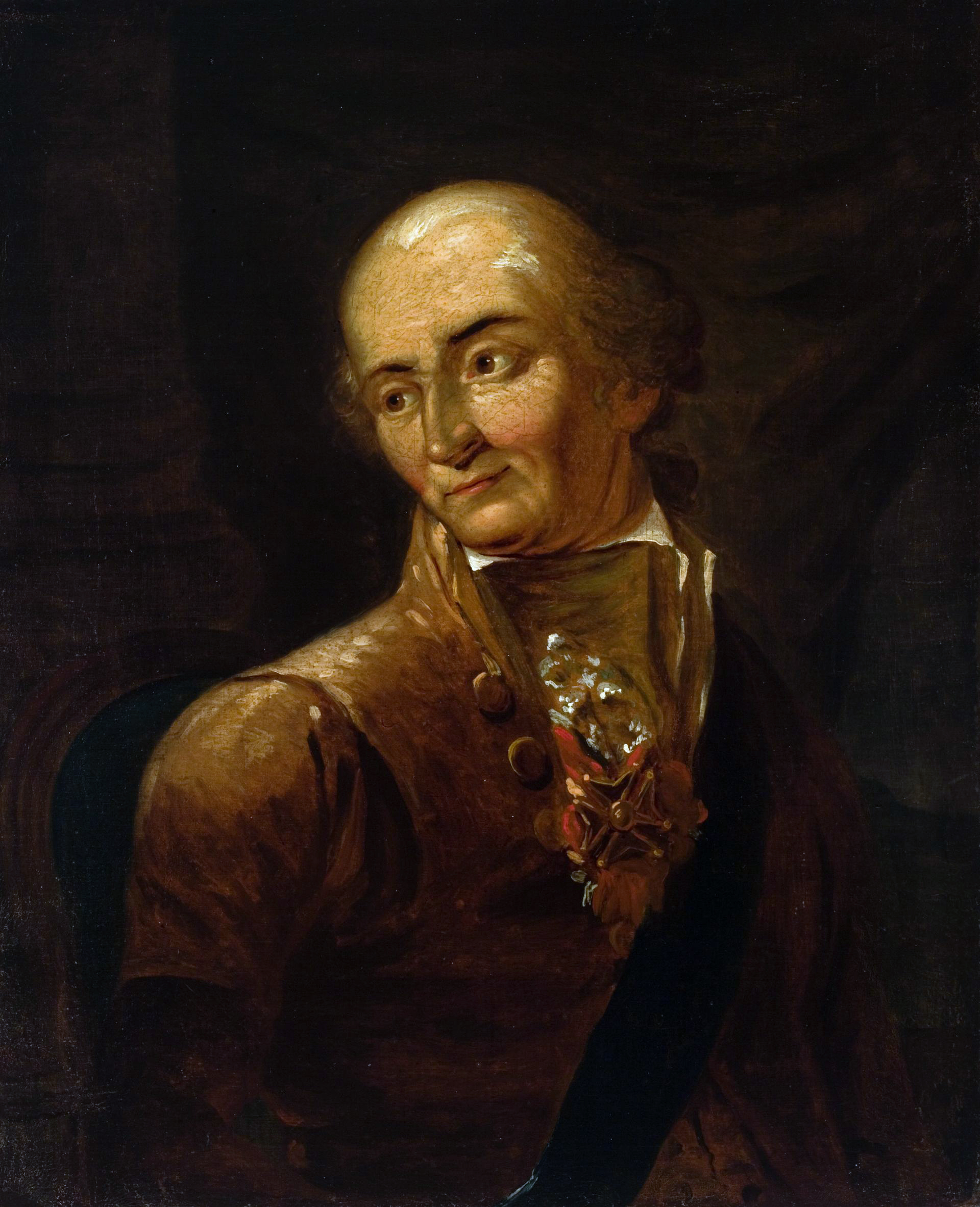
Ян Рустем. Портрет Тизенгауза

Постоянная экспозиция знакомит с развитием изобразительного искусства Литвы, начиная с XVI века.
В I, II и IV залах второго этажа экспонируются портреты талантливого финансиста, организатора торговли и промышленности Антония Тизенгауза (художник Ян Рустем), профессоров Виленского университета Яна Снядецкого, Томаша Жицкого (художник Анджей Валинович), Йозефа Франка (художник Я. Рустем), жены Франка, певицы Кристины Франк (урождённой Герхарди; художник Ян Рустем), поэта Владислава Сырокомли, композитора Михала Клеофаса Огинского (художник Франсуа-Ксавье Фабр), поэта Адама Мицкевича (художник Валентий Ванькович) и других выдающихся виленчан и тесно связанных с культурной и общественной жизнью Вильно личностей. Помимо портретов, в экспозиции имеются пейзажи Канута Русецкого и других художников.
Искусство Великого княжества Литовского представлено портретами в залах третьего этажа, написанными местными и иноземными мастерами.

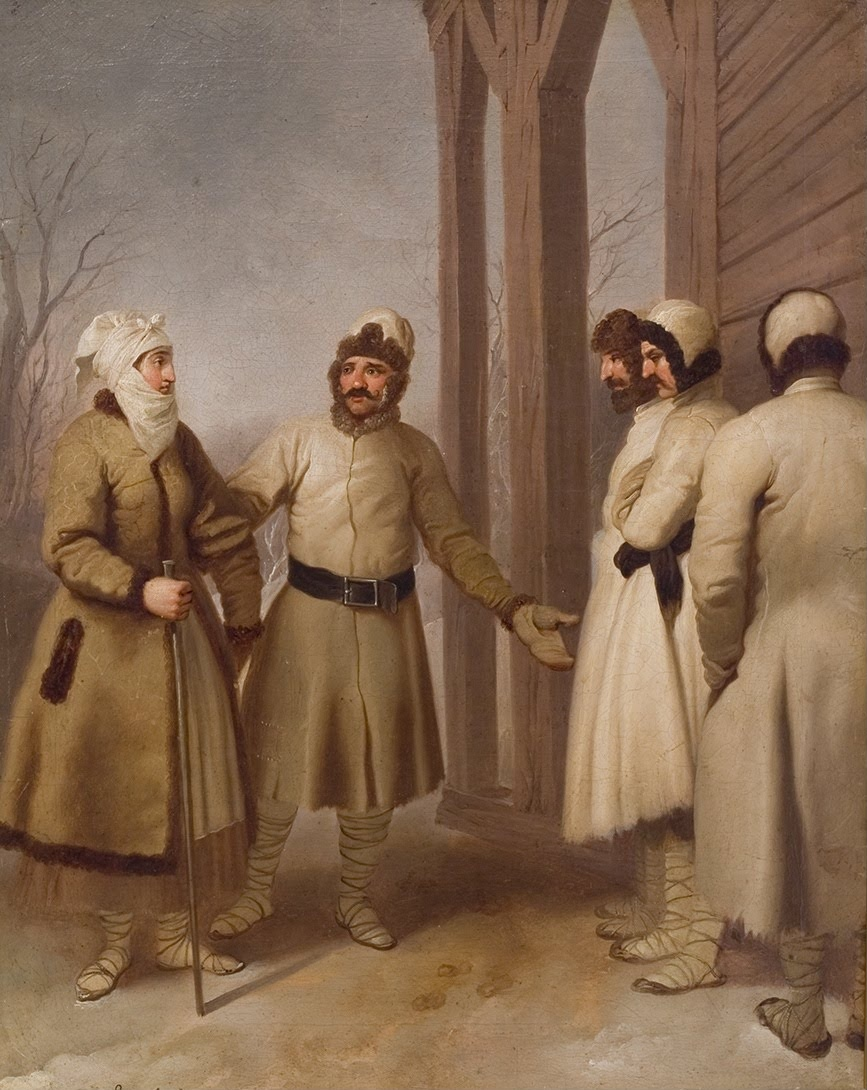
Франциск Смуглевич. Литовские крестьяне

Широко представлена Вильнюсская художественная школа — творчество профессоров и воспитанников кафедр живописи и рисунка, ваяния и других, действовавших в Виленском университете в 1793—1832 годах.
В XIV, XV, XVI, XVIII залах третьего этажа экспонируются произведения основателя школы Франциска Смуглевича, а также Яна Рустема, Юзефа Пешки, Юзефа Олешкевича, Яна Дамеля, Канута Русецкого.
Не менее полно представлено творчество художников Литвы, во второй половине XIX века получавших образование в Германии, Италии, Польше, России, Франции, а также литографии из «Виленского альбома» Яна Казимира Вильчинского. В XIX зале экспонируются картины Александра Слендзинского, Кароля Рипинского, Анджея Валиновича, Михала Кулеши, Антония Белькевича и других. XX зал знакомит с произведениями Винцентия Смоковского и Валентия Ваньковича.
В галерее можно также познакомиться с проектами вильнюсской Ратуши (архитектор Лауринас Стуока-Гуцявичюс).